# 1816 na música

## Nascimentos
| Data           | Nome                  | Profissão               | Nacionalidade          | Observações | Ref |
| -------------- | --------------------- | ----------------------- | ---------------------- | ----------- | --- |
| 17 de Novembro | August Wilhelm Ambros | compositor e musicólogo | Império Austro-Húngaro | m. 1876     |     |

## Mortes
| Data | Nome | Profissão | Nacionalidade | Observações | Ref |
| ---- | ---- | --------- | ------------- | ----------- | --- |